# Iușkivți, Orativ
Iușkivți (în ucraineană Юшківці) este o comună în raionul Orativ, regiunea Vinnița, Ucraina, formată numai din satul de reședință.

## Demografie
Componența lingvistică a satului Iușkivți
     Ucraineană (99,46%)
     Alte limbi (0,54%)
Conform recensământului din 2001, majoritatea populației satului Iușkivți era vorbitoare de ucraineană (99,46%), existând în minoritate și vorbitori de alte limbi.